# Hundred Reasons
Hundred Reasons ist eine britische Rockband, die 1999 in Surrey gegründet wurde. Ein Jahr nach der Gründung erhielt sie von der Zeitschrift Kerrang! die Auszeichnung als beste neue Band, für die unter anderem auch Muse nominiert war.

## Werdegang
Die Gruppe hat bisher drei Studioalben eingespielt, die ersten beiden mit dem Musikproduzenten Dave Sardy für das Major Label Columbia Records, das dritte mit Larry Hibbitt für V2 Records. Außerdem erschienen mehrere EPs und Singles. Mit letzteren schaffte es Hundred Reasons insgesamt sechsmal in die Top-40 der britischen Charts, ihre höchste Platzierung erreichte sie 2002 mit dem Song Silver auf Rang 15. Das im Oktober 2007 veröffentlichte Album Quick the Word, Sharp the Action hatte die Band in der lettischen Hauptstadt Riga aufgenommen.

## Stil
Hundred Reasons wurde bisher unter anderem den Genres Post-Hardcore, Post-Grunge, Alternative Metal und Emo zugerechnet, auf Tour war sie mit Gruppen wie Rival Schools, Papa Roach, Incubus und Kittie.

## Diskografie

### Alben
| Jahr | Titel Musiklabel                                 | Höchstplatzierung, Gesamtwochen, AuszeichnungChartsChartplatzierungen (Jahr, Titel, Musiklabel, Platzierungen, Wochen, Auszeichnungen, Anmerkungen) | Anmerkungen                            |
| Jahr | Titel Musiklabel                                 | UK | Anmerkungen                            |
| ---- | ------------------------------------------------ | --- | -------------------------------------- |
| 2002 | Ideas Above Our Station Columbia Records         | UK6 Gold · (8 Wo.)UK | Erstveröffentlichung: 20. Mai 2002     |
| 2004 | Shatterproof Is Not a Challenge Columbia Records | UK20 (3 Wo.)UK | Erstveröffentlichung: 1. März 2004     |
| 2006 | Kill Your Own V2 Records                         | UK79 (1 Wo.)UK | Erstveröffentlichung: 20. März 2006    |
| 2007 | Quick the Word, Sharp the Action V2 Records      | UK100 (1 Wo.)UK | Erstveröffentlichung: 15. Oktober 2007 |
| 2023 | Glorious Sunset SO Recordings                    | — | Erstveröffentlichung: 24. Februar 2023 |

### EPs
| Jahr | Titel Album | Höchstplatzierung, Gesamtwochen, AuszeichnungChartsChartplatzierungen (Jahr, Titel, Album, Platzierungen, Wochen, Auszeichnungen, Anmerkungen) | Anmerkungen                      |
| Jahr | Titel Album | UK | Anmerkungen                      |
| ---- | ----------- | --- | -------------------------------- |
| 2000 | One         | UK98 (1 Wo.)UK | Platzierung in den Single-Charts |
| 2001 | EP Two      | UK47 (2 Wo.)UK | Platzierung in den Single-Charts |
| 2001 | EP Three    | UK37 (2 Wo.)UK | Platzierung in den Single-Charts |

### Singles
| Jahr | Titel Album                                    | Höchstplatzierung, Gesamtwochen, AuszeichnungChartsChartplatzierungen (Jahr, Titel, Album, Platzierungen, Wochen, Auszeichnungen, Anmerkungen) | Anmerkungen |
| Jahr | Titel Album                                    | UK | Anmerkungen |
| ---- | ---------------------------------------------- | --- | ----------- |
| 2002 | If I Could Ideas Above Our Station             | UK19 (5 Wo.)UK |             |
| 2002 | Silver Ideas Above Our Station                 | UK15 (5 Wo.)UK |             |
| 2002 | Falter Ideas Above Our Station                 | UK38 (2 Wo.)UK |             |
| 2003 | The Great Test Shatterproof Is Not a Challenge | UK29 (3 Wo.)UK |             |
| 2004 | What You Get Shatterproof Is Not a Challenge   | UK30 (2 Wo.)UK |             |
| 2004 | How Soon Is Now –                              | UK47 (2 Wo.)UK |             |
| 2006 | Kill Your Own                                  | UK45 (1 Wo.)UK |             |